# صيقل سرا (دهشال)
صیقل سرا (بالفارسية: صیقل سرا) هي قرية تقع في إيران في قسم دهشال الريفي. يقدر عدد سكانها بـ 50 نسمة بحسب إحصاء 2016.